# Pecorino
Il pecorino è un formaggio prodotto con latte di pecora, il quale si differenzia da quello vaccino soprattutto per la percentuale di grasso e di caseina: più del doppio, il che ai fini della caseificazione configura un latte particolarmente ricco. Storicamente di origine mediterranea, è un prodotto diffuso anche altrove.

## Descrizione
In Italia il pecorino ha raggiunto una produzione di tale qualità da occupare una posizione strategica nel settore lattiero caseario dando origine a un comparto produttivo valido e da valorizzare, con tecniche di lavorazione simili ma con differenti sfumature che portano a formaggi diversi e dunque non concorrenziali fra loro. La Comunità europea ha riconosciuto ben otto denominazioni d'origine protetta (DOP) registrati sotto il nome "pecorino": si tratta del pecorino romano, pecorino toscano, pecorino sardo, pecorino di Filiano, pecorino crotonese, pecorino di Picinisco, del pecorino siciliano e del pecorino delle Balze Volterrane. Diversi altri formaggi pecorini italiani inoltre rientrano nell'elenco dei prodotti agroalimentari tradizionali (PAT) stilato dal ministero delle politiche agricole e forestali (Mipaaf).

## Zone di produzione (Italia)

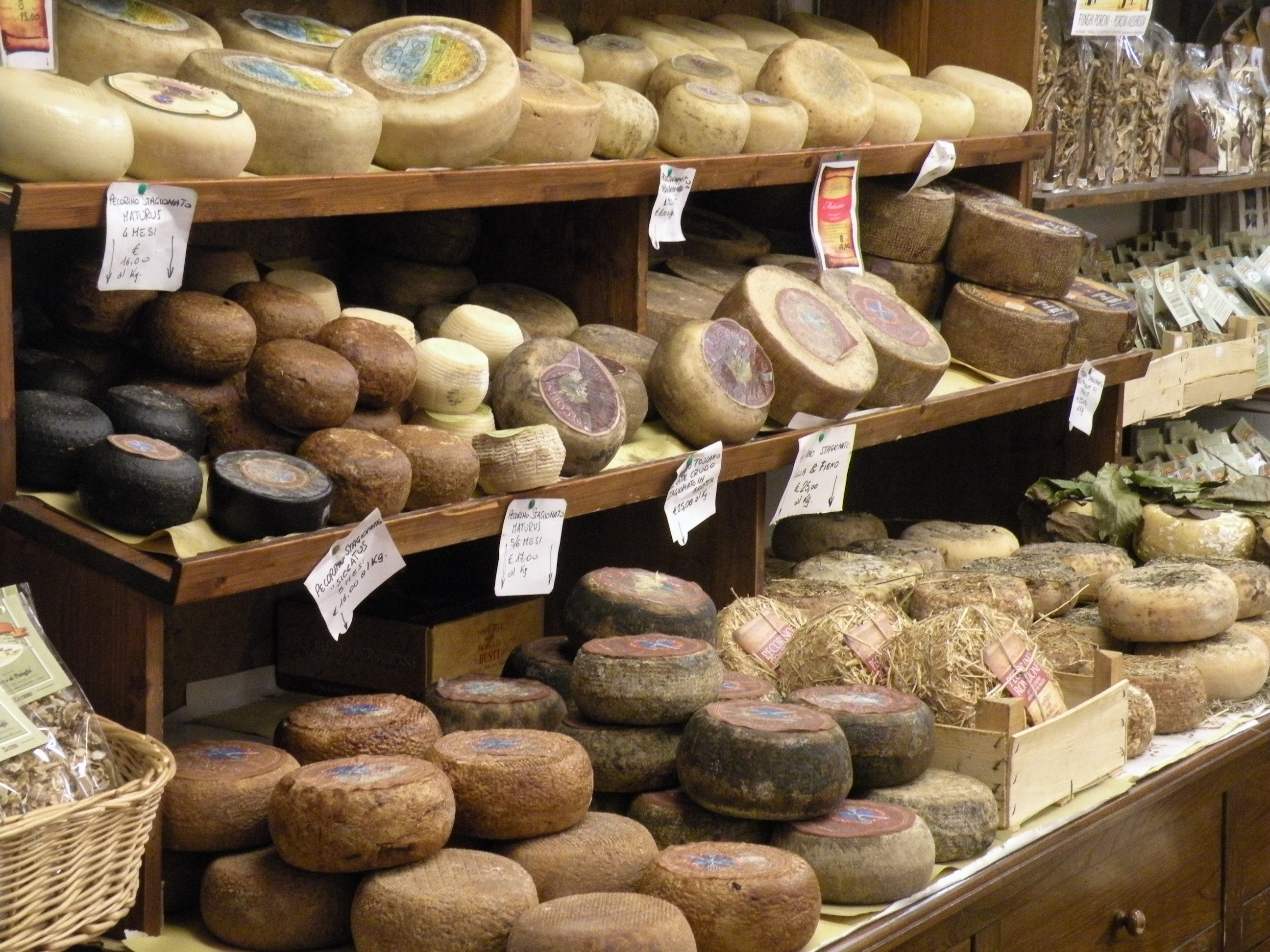
Selezione di pecorini di Pienza

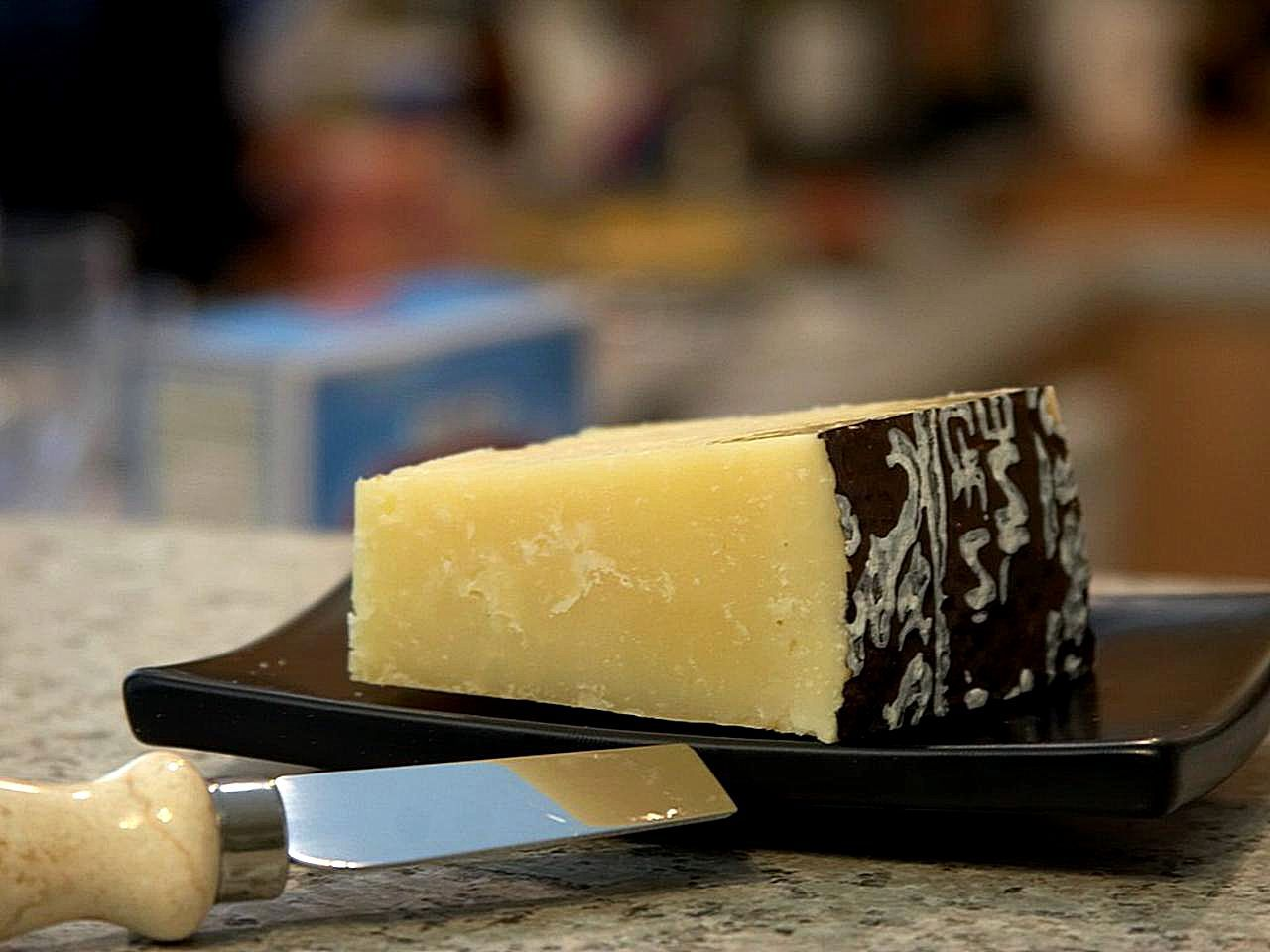
Pecorino romano

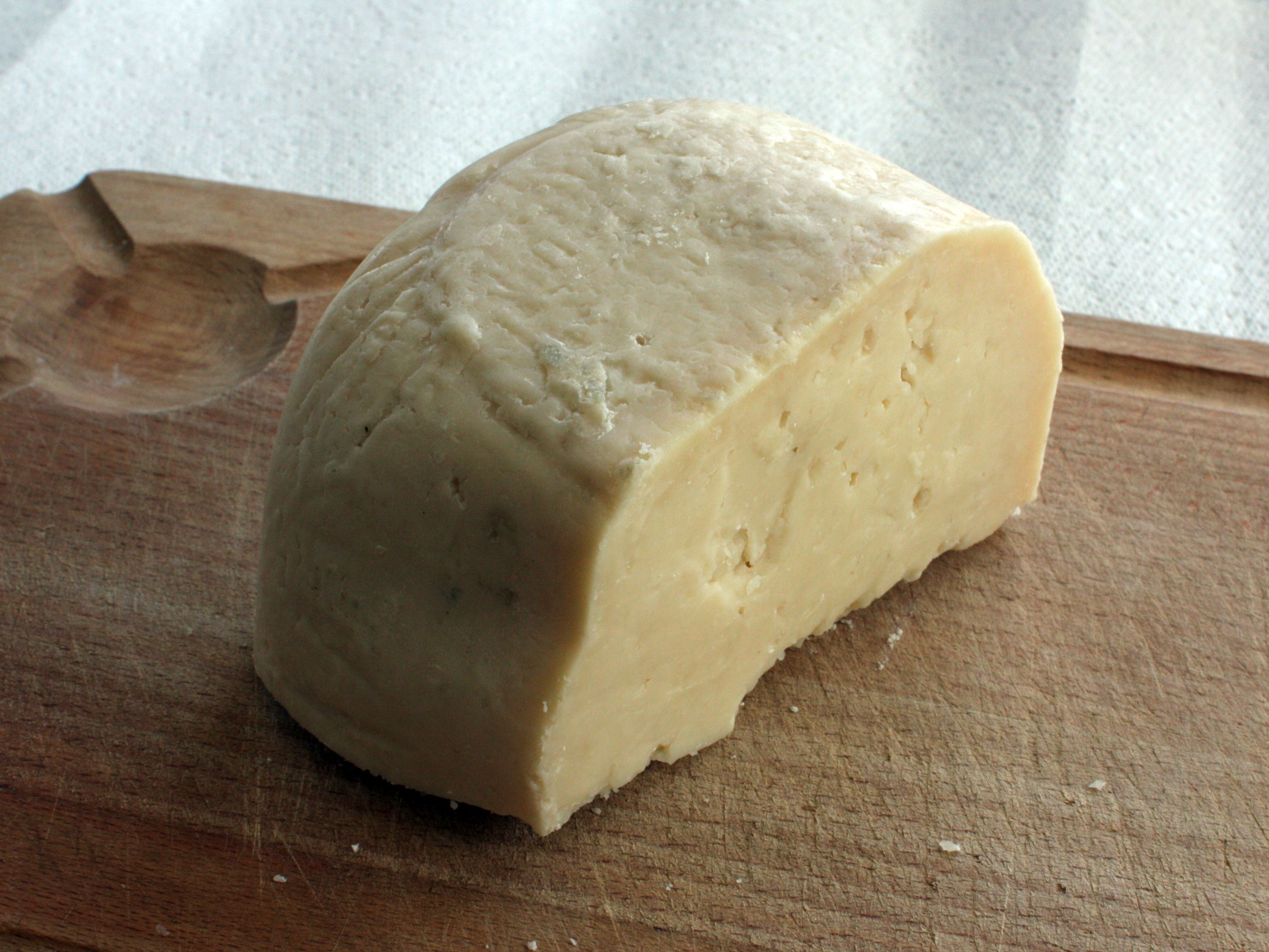
Pecorino di fossa

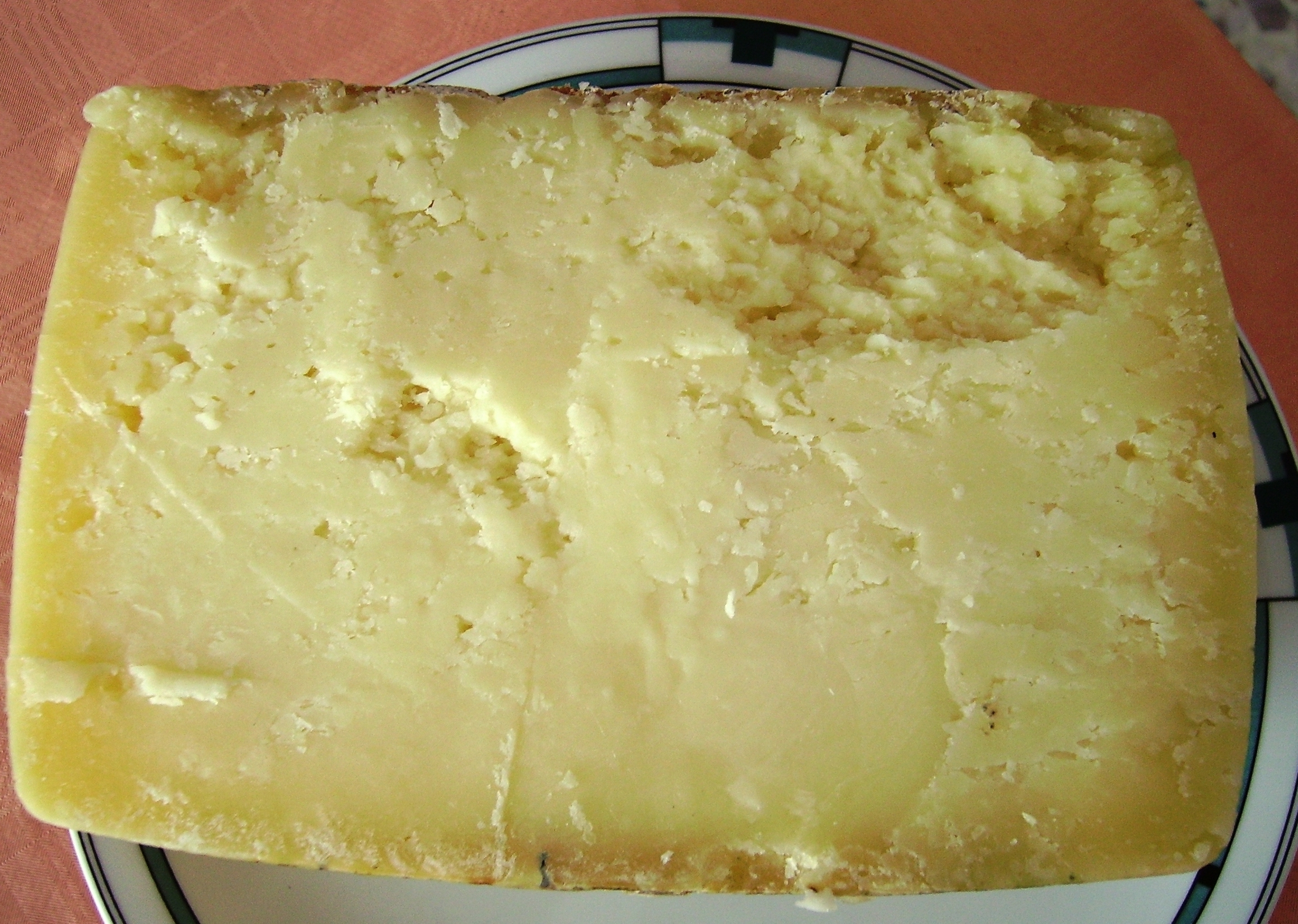
Pecorino Sardo

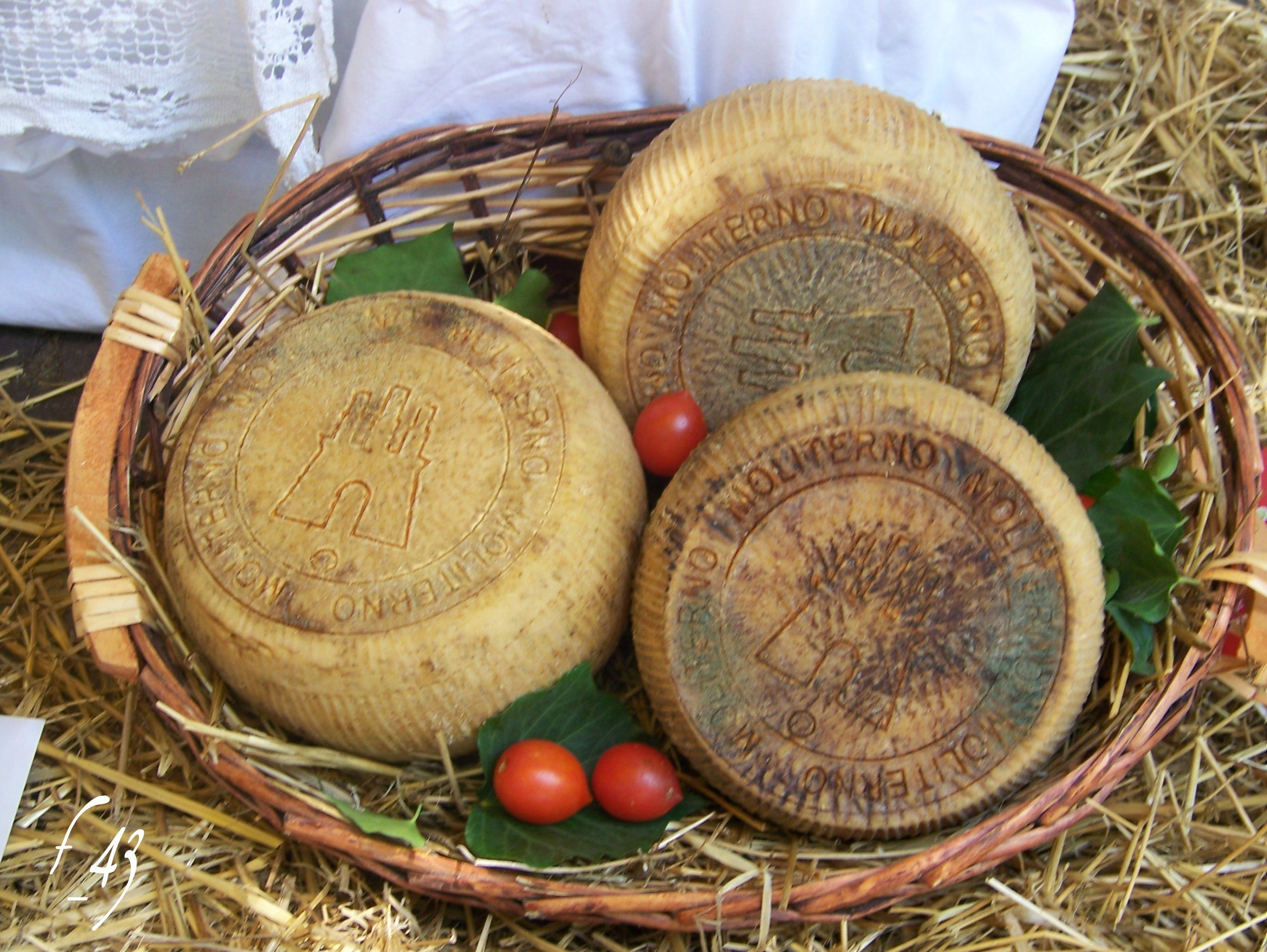
Pecorino di Moliterno

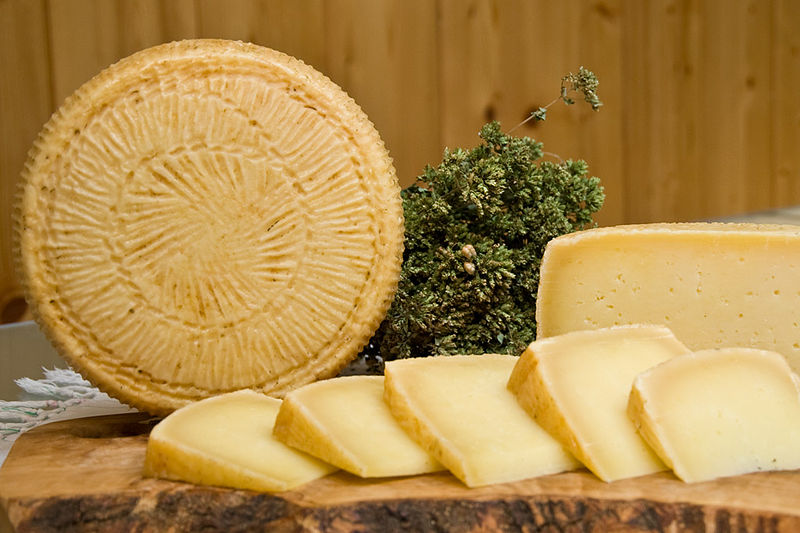
Pecorino di Filiano

In Italia i formaggi pecorini sono prodotti in diverse regioni, soprattutto quelle centrali, meridionali e nelle isole. Le tre denominazioni DOP più diffuse e conosciute e prodotte in più regioni sono: il pecorino romano, prodotto in Sardegna (97%), Toscana (2%) e Lazio (1%), il pecorino toscano che è prodotto sia in Toscana che in Lazio e il pecorino sardo prodotto in Sardegna. Gli altri pecorini sono prodotti a livello regionale e spesso provinciale, assumendo una forte tipicizzazione geografica.

### Toscana
- Pecorino di Pienza (PAT)
- Pecorino stagionato in foglie di noce (PAT)
- Pecorino toscano (DOP)
- Pecorino romano (DOP)
- Pecorino delle Balze Volterrane (DOP)
- Pecorino di fossa (PAT)

### Abruzzo
- Pecorino d'Abruzzo (PAT)
- Pecorino di Farindola (PAT)
- Pecorino di Atri (PAT)

### Emilia-Romagna
- Pecorino di fossa di Sogliano (DOP)
- Pecorino del pastore (PAT)
- Pecorino dolce dei colli bolognesi

### Umbria
- Pecorino di fossa (PAT)
- Pecorino di Norcia del pastore (PAT)
- Pecorino morbido dell'Umbria
- Pecorino del Subasio
- Pecorino toscano (DOP)

### Marche
- Pecorino marchigiano
- Pecorino di fossa (PAT)

### Lazio
- Pecorino di Amatrice (De.Co)
- Pecorino romano (DOP)
- Pecorino toscano (DOP)
- Pecorino di Picinisco (DOP)

### Campania
- Pecorino bagnolese (PAT)
- Pecorino di Carmasciano (PAT)

### Puglia
- Pecorino foggiano (PAT)
- Pecorino dauno
- Canestrato pugliese (DOC)

### Basilicata
- Canestrato di Moliterno (IGP)
- Pecorino di Filiano (DOP)

### Sardegna
- Pecorino sardo (DOP)
- Pecorino romano (DOP)
- Casu marzu (PAT)
- Fiore Sardo (DOP)

### Calabria
- Canestrato (PAT)
- Pecorino del Monte Poro (DOP)
- Pecorino crotonese (DOP)

### Sicilia
- Pecorino siciliano (DOP)
- Piacentino ennese (DOP)
- Vastedda della Valle del Belice (DOP)
- Belicino (PAT)
- Caciotta degli Elimi (PAT)
- Canestrato (PAT)
- Formaggio di Santo Stefano di Quisquina (PAT)
- Maiorchino (PAT)
- Pecorino rosso (PAT)
- Piddiato (PAT)
- Primosale (PAT)
- Secondo sale (PAT)
- Tuma (PAT)

## Stagionatura
Può essere classificato in base alla stagionatura: fresco, primosale, secondo sale, semi-stagionato o stagionato.

## Varietà
I caseifici producono diverse varianti aggiungendo pepe nero, peperoncino, pomodori secchi, olive o tartufo.